# Gregorio Peak
Gregorio Peak är en bergstopp i Kanada.   Den ligger i provinsen British Columbia, i den södra delen av landet, 3 100 km väster om huvudstaden Ottawa. Toppen på Gregorio Peak är 2 410 meter över havet.
Terrängen runt Gregorio Peak är huvudsakligen lite bergig. Trakten runt Gregorio Peak är nära nog obefolkad, med mindre än två invånare per kvadratkilometer.. Det finns inga samhällen i närheten. 
I omgivningarna runt Gregorio Peak växer i huvudsak barrskog.